# 杜尔加普尔
杜尔加普尔（Durgapur），是印度马哈拉施特拉邦钱德拉布尔县的一个城镇。总人口17369（2001年）。

## 人口
该地2001年总人口17369人，其中男性8688人，女性8681人；0—6岁人口2486人，其中男1305人，女1181人；识字率73.55%，其中男性为81.10%，女性为65.99%。